# Anders Mastrup
Anders Mastrup est un producteur de cinéma danois qui officie surtout dans le cinéma d'animation. Il est un des fondateurs de la société de production A. Film A/S.

## Carrière

### Débuts
En 1986, Mastrup fait ses débuts officiels en étant producteur assistant de Valhalla avant de devenir manager de production. Son premier travail s'effectue sur Quark and the Vikings pour la télévision. Trois ans plus tard, il devient manager de production pour la nouvelle société A. Film A/S, qu'il a fondé avec le réalisateur Stefan Fjeldmark, et officie comme manager de production sur Les Aventures de Zak et Crysta dans la forêt tropicale de FernGully en 1992.

### Producteur
Mastrup est le producteur principal, avec Per Holst, du premier film de l'histoire de A. Film, à savoir Jungle Jack qui est un succès. Le film aura d'ailleurs deux suites et une série télé, tout cela produit par Mastrup sauf la série télé. Il continue à produire les films de sa société, qui rencontre un franc succès, avec des films comme Gloups ! Je suis un poisson en 2000, ou en étant producteur exécutif cette fois-ci de Le Vilain Petit Canard et moi en 2006 ainsi que la série télé du même nom.
En 2008, il est coproducteur du film Niko, le petit renne avant de retourner au poste de producteur exécutif pour d'autres projets. Quatre plus tard, une suite de Niko sort permettant à Mastrup de reprendre son poste de coproducteur de la franchise.

## Filmographie sélective
- Comme producteur :
  - Jungle Jack (1993)
  - Jungle Jack 2 : La Star de la Jungle (1996)
  - Gloups ! Je suis un poisson (2000)

- Comme coproducteur :
  - Niko, le petit renne (2008)
  - Niko, le petit renne 2 (2012)

- Comme producteur exécutif :
  - Astérix et les Vikings (2006)
  - Le Vilain Petit Canard et moi (2006)
  - Jungle Jack 3 (2007)